# Rawhi Fattuh
Rawḥī Fattūḥ (nome completo: Rawhi Ahmad Muhammad Fattuh; in arabo روحي فتوح‎?; Rafah, 14 agosto 1949) è un militare e politico palestinese, secondo presidente dell'Autorità Nazionale Palestinese. Ha preso il posto di Yasser Arafat alla morte di quest'ultimo, nel novembre del 2004, ad interim e per breve tempo.

## Biografia
Militante del Fath fin dal 1968, fu comandante della sua ala militare, chiamata "al-ʿĀṣifa" (in arabo ﺍلعاصفة‎?, "La tempesta"), è un anglista che ha condotto i suoi studi in Egitto (al-ʿArīsh) e in Giordania (al-Zarqāʾ).
Fattuh non ha preso parte alla competizione elettorale legislativa del 2006 e non è dunque deputato del Consiglio legislativo palestinese, ma occupa il posto di parlamentare del Parlamento arabo di Damasco.